# 柏幸奈
柏 幸奈（かしわ ゆきな、1994年〈平成6年〉8月12日 - ）は、日本の元女優、女性アイドルグループ・乃木坂46、ももいろクローバーの元メンバー、元子役である。神奈川県出身。ジャパン・ミュージックエンターテインメント（イー・コンセプト）元所属（最終所属）。東洋英和女学院大学出身。

## 来歴
小学3年生の時、芸能活動を開始した。2008年（平成20年）11月23日、スターダストプロモーション芸能3部に所属、同日よりももいろクローバーとしても活動した。2009年（平成21年）3月9日、ももいろクローバーとしての活動を終了後、受験勉強のため、スターダストプロモーションを脱退し、芸能活動を休止した。
2011年（平成23年）8月21日、乃木坂46の1期生オーディションに合格、オーディションでは松田聖子の「夏の扉」を歌った。合格後、芸能活動を再開した。同年11月13日、乃木坂46公式ブログを開始した。
2013年（平成25年）、予備校に通いながら芸能活動をし、一般入学試験で大学受験に合格した。大学には奨学生として進学し、保育学を学んだ。同年11月12日、乃木坂46を卒業する予定を発表した。11月17日、乃木坂46を卒業した。11月30日、乃木坂46公式ブログを終了した。
2015年（平成27年）10月23日、『CanCam』の読者モデルとして芸能活動を再開した。
2016年（平成28年）3月23日、芸能事務所ジャパン・ミュージックエンターテインメント（イー・コンセプト）に所属したことをTwitterで発表した。
2022年（令和4年）8月23日、所属事務所を退所したことをTwitterで発表し芸能界から引退した。現在は一般企業（芸能界とは全く関係ない企業）で勤務している。

## 人物
愛称は、ゆっきーな。好物は揚げパスタ。苦手な物は乳製品、お化け。好きなスポーツは陸上競技。中学生時代、陸上部に所属し走幅跳びをしていた。特技はテニス。目標とする人物は綾瀬はるか。

## 作品

### シングル
乃木坂46
- 左胸の勇気（2012年2月22日、SRCL-7900/6） - EAN 4988009051567。
- 乃木坂の詩（2012年2月22日、SRCL-7900/1） - EAN 4988009051550。
- 狼に口笛を（2012年5月2日、SRCL-7970/1） - EAN 4988009052267。
- 涙がまだ悲しみだった頃（2012年8月22日、SRCL-8058/9） - EAN 4988009052861。
- 人はなぜ走るのか?（2012年8月22日、SRCL-8060/1） - EAN 4988009052892。
- 13日の金曜日（2013年3月13日、SRCL-8255/6） - EAN 4988009080840。
- 扇風機（2013年7月3日、SRCL-8317/8） - EAN 4988009084732。
- 人間という楽器（2013年7月3日、SRCL-8321） - EAN 4988009084756。

### アルバム
乃木坂46
- 透明な色（2015年1月7日、SRCL-8662/7） - EAN 4988009099934。
- 僕だけの君〜Under Super Best〜（2018年1月10日、SRCL-9630/7） - EAN 4547366336214。

### 映像作品
- 特捜戦隊デカレンジャー VOL.3（2004年10月21日） - EAN 4988101111480。
- Deep Love 〜アユの物語〜（2004年12月25日） - EAN 4562117655642。
- 牙狼<GARO> 1（2006年4月26日） - EAN 4934569624543。
- 牙狼<GARO> 2（2006年5月26日） - EAN 4934569624550。
- あおげば尊し（2006年6月23日） - EAN 4988104034694。
- 牙狼<GARO> 3（2006年6月23日） - EAN 4934569624567。
- 牙狼<GARO> 4（2006年7月28日） - EAN 4934569624574。
- 牙狼<GARO>　5（2006年8月25日） - EAN 4934569624581。
- 魔弾戦記リュウケンドー 5（2006年8月30日） - EAN 4988105048966。
- 牙狼<GARO> 6（2006年9月22日） - EAN 4934569624598。
- 牙狼<GARO> 7（2006年10月27日） - EAN 4934569624604。
- 口裂け女（2007年7月20日） - EAN 4988111283887。
- TVドラマ魔法先生ネギま! DVD-BOX 1学期（2008年1月23日） - EAN 4988003986308。
- TVドラマ魔法先生ネギま! DVD-BOX 2学期（2008年3月26日） - EAN 4988003986315。
- TVドラマ魔法先生ネギま! DVD-BOX 3学期（2008年5月21日） - EAN 4988003986322。
- ICHI（2009年4月3日） - EAN 4988102624736。
- 柏幸奈×長部洋平（2012年2月22日） - EAN 4988009051567。
- 柏幸奈×青松拓馬（2012年5月2日） - EAN 4988009052250。
- 柏幸奈×井上朝夫（2012年8月22日） - EAN 4988009052892。
- 柏幸奈×池田一真（2013年3月13日） - EAN 4988009080840。
- 乃木坂46 1ST YEAR BIRTHDAY LIVE 2013.2.22 MAKUHARI MESSE（2014年2月5日） - EAN 4988009090900。
- NOGIBINGO!（2014年3月7日） - EAN 4988021109758。
- 悲しみの忘れ方 Documentary of 乃木坂46（2015年11月18日） - EAN 4988104099327。
- 99.9-刑事専門弁護士- DVD-BOX（2016年10月5日） - EAN 4562474176279。

## 出演

### テレビドラマ
- 特捜戦隊デカレンジャー 第9話・第10話（2004年4月11日 - 18日、テレビ朝日） - ティアラ 役[23]
- Deep Love 〜アユの物語〜（2004年10月2日、テレビ東京） - アユ（幼少期） 役[23]
- 牙狼〈GARO〉（2005年10月7日 - 2006年3月31日、テレビ東京） - 三神官ローズ 役[24]
- 魔弾戦記リュウケンドー 第20話（2006年5月21日、テレビ愛知） - サリナ 役[25]
- MAGISTER NEGI MAGI 魔法先生ネギま!（2007年10月4日 - 2008年3月27日、テレビ東京） - 主演・ネギ・スプリングフィールド 役[26]
- 99.9-刑事専門弁護士- 第6話（2016年、TBS） - 小野美希 役[1]

### その他テレビ番組
- 乃木坂浪漫（2012年6月27日、テレビ東京）[27]

### 映画
- あおげば尊し（2006年1月21日） - クラスの生徒 役[1]
- 口裂け女（2007年3月17日） - 主人公の姉（幼少期） 役[1]
- ICHI（2008年10月25日） - 市（少女期） 役[23]

### CM
- ユニバーサルホーム（2004年、ユニバーサルホーム）[1]
- 電気代とく子さん（2004年、タイガー魔法瓶）[1]
- ふたりはプリキュアSplash☆Star エクセレントシリーズ スプラッシュコミューン（2006年、バンダイ）[28]
- NEOMAフォーム（2007年、旭化成建材）[1]
- 全日本空輸（2008年8月7日、全日本空輸）[23]

### PV
- スガシカオ「光の川」（2004年10月27日、BMG JAPAN）[1]
- TUBE「Ding! Ding! Ding!」（2005年8月10日、ソニー・ミュージックエンタテインメント）[1]

## 書籍

### 雑誌連載
- 陸上競技マガジン（2012年5月14日・6月14日・7月14日・9月14日、ベースボール・マガジン社）[29]